# Dasht, Armavir
Dasht là một đô thị thuộc tỉnh Armavir, Armenia. Dân số ước tính năm 2011 là 1011 người.